# Jay Beckenstein
Jay Beckenstein (ur. 14 maja 1951 w Brooklynie, Nowy Jork, USA) – amerykański muzyk jazzowy, saksofonista. Założyciel smoothjazzowej formacji Spyro Gyra. Właściciel nowojorskiego studia nagrań BearTracks Studios.